# Delitto in silenzio
Delitto in silenzio (The Spiral Staircase) è un film del 1975 diretto da Peter Collinson.

## Distribuzione
Distribuito dalla Warner Bros., il film uscì nelle sale cinematografiche britanniche il 31 gennaio 1975.
Remake di La scala a chiocciola, è di gran lunga inferiore al film del 1945 diretto da Robert Siodmak. Collinson, che non si era mai dimostrato un regista granché raffinato, non riuscì a reggere il confronto con la pellicola originale, ricca di atmosfere spaventosamente inquietanti. La sua regia ridusse il film a una storia banale e noiosa, punteggiata di scene madri prevedibili e scontate.